# Leucocercops
Leucocercops is een geslacht van vlinders uit de familie mineermotten (Gracillariidae).
Het geslacht omvat één soort:
- Leucocercops dasmophora (Meyrick, 1908)